# Guillaume Lacour
Guillaume Lacour (Courbevoie, 2 agosto 1980) è un ex calciatore francese, centrocampista.

## Palmarès

### Club
- Coppa di Lega francese: 1

Strasburgo: 2004-2005
- Campionato francese di seconda divisione: 2

Évian: 2010-2011
Troyes: 2014-2015